# 2950 Rousseau
2950 Rousseau è un asteroide della fascia principale. Scoperto nel 1974, presenta un'orbita caratterizzata da un semiasse maggiore pari a 2,7573578 au e da un'eccentricità di 0,2601363, inclinata di 9,63185° rispetto all'eclittica.
L'asteroide è dedicato al filosofo svizzero Jean-Jacques Rousseau.